# William McMahon
William McMahon   (Redfern, 23 de febrer de 1908 - Potts Point, 31 de març de 1988) va ser un polític australià liberal i el 20è primer ministre d'Austràlia. Va ser pare de l'actor Julian McMahon.